# Вилхелм Лудвиг фон Баден-Дурлах
Вилхелм Лудвиг фон Баден-Дурлах(на немски: Wilhelm Ludwig von Baden-Durlach; * 14 януари 1732, Карлсруе; † 17 декември 1788, Карлсрухе) е принц на Маркграфство Баден-Дурлах, от 1753 г. щатхалтер на нидерландската провинция Гелдерланд с резиденция в Арнем. От 1766 г. е генерал-лейтенант на Съединените провинции на Нидерландия. От 1769 г. е индустриалец. По-големият му брат Карл Фридрих фон Баден (1728 – 1811) е от 1738 г. маркграф на Баден-Дурлах и от 1806 г. първият велик херцог на Велико херцогство Баден.

## Живот
Той произлиза от протестантската „Ернестинска линия“ Баден-Дурлах от фамилията Дом Баден (Церинги). Той е вторият син на наследствения принц принц Фридрих фон Баден-Дурлах (1703 – 1732) и съпругата му Амалия фон Насау-Диц (1710–1777), дъщеря на принц Йохан Вилхелм Фризо фон Насау-Диц и Мария Луиза фон Хесен-Касел.
Баща му умира през 1732 г., майка му е душевно болна, и за него и брат му Карл Фридрих се грижи баба им маркграфиня Магдалена Вилхелмина фон Вюртемберг († 1742).
Вилхелм Лудвиг следва от 1743 до 1745 г. в университета в Лозана. През 1745/1746 г. той пътува до Париж и Нидерландия, където живее при чичо си Вилхелм IV фон Орания. Той започва по нареждане на чичо му военна кариера в Нидерландия.
Вилхелм Лудвиг се жени (морганатичен брак, с разрешение на маркграф Карл Фридрих) на 13 април 1788 г. в Карлсруе за Христина Вилхелмина Франциска Шортман (* 1740, Балинген; † 1804, Мюлбург). Техните деца са издигнати на благородници на 27 януари 1777 г. и получават името „фрайхерен фон Зелденек“.
Вилхелм Лудвиг купува земи в Мюлбург и основава там през 1769 г. фабрика за боядисване, която през 1770 г. става бирена фабрика и от 1771 г. произвежда също бренди. Тя съществува до 1921 г. като „Freiherrlich von Seldeneck'schen Brauerei“.

## Деца
Вилхелм Лудвиг и Христина Вилхелмина Франциска Шортман имат две деца:
- Луиза фрайин фон Зелденек (* 31 октомври 1763, Карлсруе-Мюлбург; † 15 февруари 1824, Мюнхен), омъжена 1784 г. в Карлсруе за Фредерик Камил, маркиз де Монперни († 1822)
- Вилхелм Лудвиг барон фон Зелденек (* 14 януари 1766, Карлсруе-Мюлбург; † 10 януари 1827, Карлсруе-Мюлбург), женен 1795 г. за фрайин Августа фон Ботмер (* 1774, Байройт; † 1835, Генгенбах)[5]